# Odalmis Limonta
Odalmis Limonta Gorguet (ur. 13 stycznia 1972 w El Caney) – kubańska lekkoatletka, sprinterka. Złota medalistka mistrzostw Ameryki Środkowej i Karaibów oraz mistrzostw ibero-amerykańskich, medalistka igrzysk panamerykańskich i uniwersjady, medalistka mistrzostw świata juniorów. Uczestniczka igrzysk olimpijskich w Barcelonie.

## Przebieg kariery
W 1990 roku weszła w skład kubańskiej sztafety 4 × 400 m, która zdobyła złoty medal mistrzostw Ameryki Środkowej i Karaibów juniorów. Brała udział w mistrzostwach globu juniorów, gdzie wywalczyła brązowy medal w biegu sztafet 4 × 400 m. W 1991 roku uczestniczyła w igrzyskach obu Ameryk, na których zdobyła srebrny medal w sztafecie 4 × 400 m, a także wystąpiła na mistrzostwach świata w Tokio, podczas których była członkinią kubańskiej sztafety 4 × 400 m (odpadła ona w eliminacjach). W 1992 roku została dwukrotną medalistką mistrzostw ibero-amerykańskich, zdobyła ona złoty medal w biegu sztafet 4 × 400 m oraz brązowy medal w biegu na 400 m.
W czasie igrzysk olimpijskich w Barcelonie była członkinią sztafety 4 × 400 m. Kubańska ekipa została w fazie eliminacyjnej zdyskwalifikowana.
Na uniwersjadzie w Buffalo wywalczyła srebrny medal razem z członkiniami kubańskiej sztafety 4 × 400 m. W swej karierze zdobyła trzy medale seniorskich mistrzostw Ameryki Środkowej i Karaibów, w 1993 roku została dwukrotną wicemistrzynią (w biegu na 400 m i w sztafecie 4 × 400 m), natomiast podczas czempionacie rozegranym w 1997 roku zdobyła tytuł mistrzyni w biegu sztafet 4 × 400 m.

## Osiągnięcia
| Rok     | Zawody                                            | Miasto        | Miejsce | Konkurencja        | Wynik   |
| ------- | ------------------------------------------------- | ------------- | ------- | ------------------ | ------- |
| 1990    | Mistrzostwa Ameryki Środkowej i Karaibów juniorów | Hawana        | złoto   | sztafeta 4 × 400 m | 3:37,12 |
| 1990    | Mistrzostwa świata juniorów                       | Płowdiw       | brąz    | sztafeta 4 × 400 m | 3:31,81 |
| 1991    | Mistrzostwa panamerykańskie juniorów              | Kingston      | brąz    | sztafeta 4 × 400 m | 3:36,48 |
| 1991    | Igrzyska panamerykańskie                          | Hawana        | srebro  | sztafeta 4 × 400 m | 3:24,91 |
| 1991    | Mistrzostwa świata                                | Tokio         | 5. H    | sztafeta 4 × 400 m | 3:31,43 |
| 1992    | Mistrzostwa ibero-amerykańskie                    | Sewilla       | brąz    | bieg na 400 m      | 53,30   |
| 1992    | Mistrzostwa ibero-amerykańskie                    | Sewilla       | złoto   | sztafeta 4 × 400 m | 3:24,91 |
| 1992    | Igrzyska olimpijskie                              | Barcelona     | DSQ H   | sztafeta 4 × 400 m | N/A     |
| 1993    | Uniwersjada                                       | Buffalo       | srebro  | sztafeta 4 × 400 m | 3:28,95 |
| 1993    | Mistrzostwa Ameryki Środkowej i Karaibów          | Cali          | srebro  | bieg na 400 m      | 52,18   |
| 1993    | Mistrzostwa Ameryki Środkowej i Karaibów          | Cali          | srebro  | sztafeta 4 × 400 m | 3:28,95 |
| 1994    | Mistrzostwa ibero-amerykańskie                    | Mar del Plata | srebro  | bieg na 400 m      | 54,54   |
| 1994    | Mistrzostwa ibero-amerykańskie                    | Mar del Plata | srebro  | bieg na 800 m      | 2:07,26 |
| 1997    | Mistrzostwa Ameryki Środkowej i Karaibów          | San Juan      | złoto   | sztafeta 4 × 400 m | 3:29,30 |
| Źródło: |                                                   |               |         |                    |         |

## Rekordy życiowe
- bieg na 400 m – 51,96 (21 czerwca 1996, Hawana)
- bieg na 800 m – 2:08,55 (15 czerwca 1997, Hawana)
- sztafeta 4 × 400 m – 3:24,91 (11 sierpnia 1991, Hawana)

Źródło: 